# 文苑堂書店

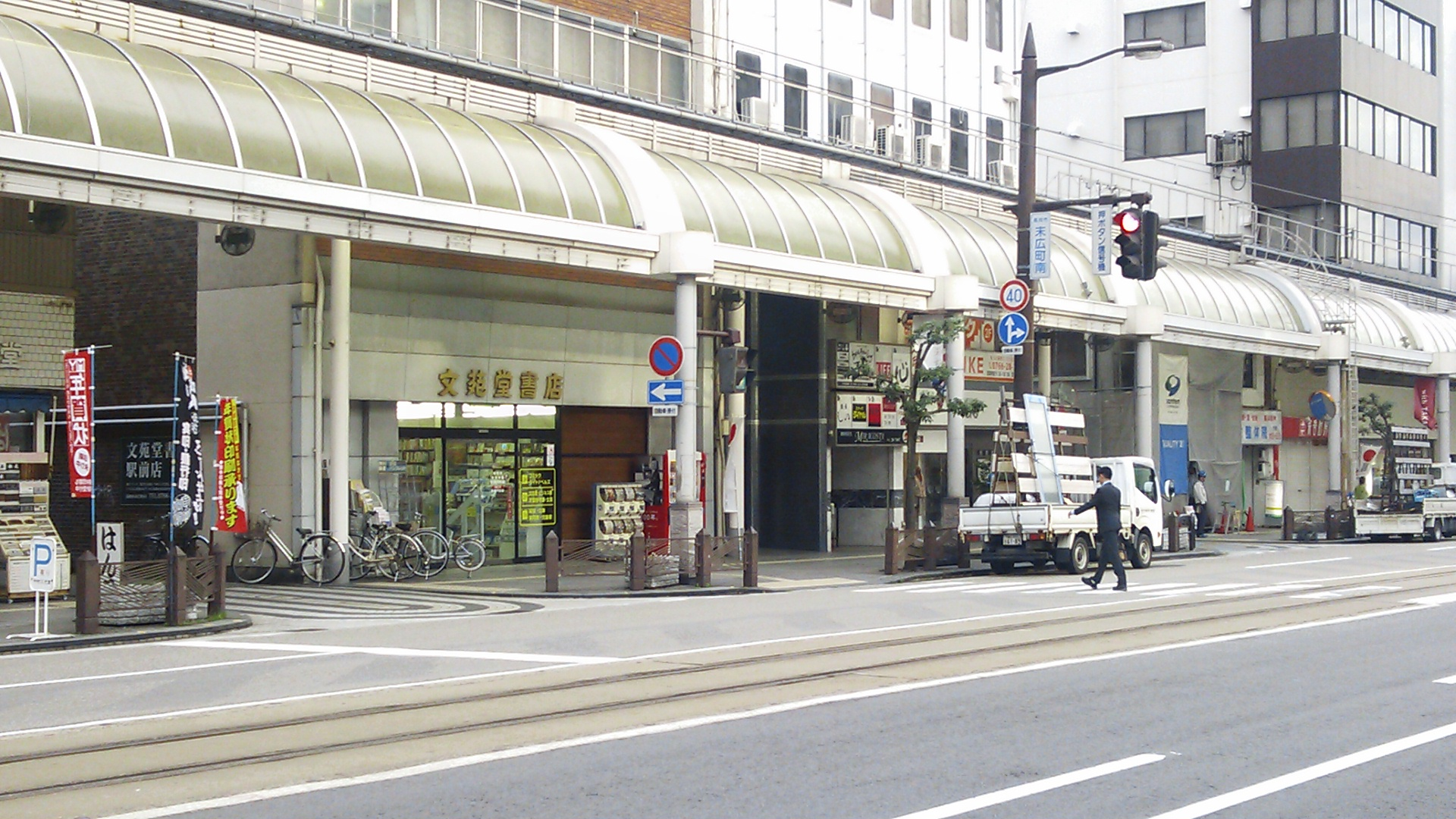
文苑堂書店 駅前店（旧本社）

株式会社文苑堂書店（ぶんえんどうしょてん、BUNENDO Co., Ltd.）は、富山県高岡市に本社を置き、富山県と石川県を中心に書店や雑貨店等を展開する日本の会社。
文苑堂書店からの分社として、石川県金沢市に本社を置く株式会社金澤文苑堂（かなざわぶんえんどう）、株式会社文苑堂書店石川（ぶんえんどうしょてんいしかわ）がある。本項目では金澤文苑堂、文苑堂書店石川についても節を分けて記載する。

## 概要
社名の『文苑堂』は、吉川英治により命名された。
1955年1月に創業し、富山県・石川県・愛知県に書店を軸とした事業を展開している。主な事業内容は書籍、雑誌、玩具、雑貨、文具、CD、DVD等の販売。またTSUTAYAと連携して、CD・DVDなどのレンタルやブックマーケットとして中古本等買取・販売、ゴルフパートナーとして中古ゴルフ用品買取・販売も行っている。
その他『月刊ふみたん』という月刊フリーペーパーを発刊しており、各店舗で手に入る。クーポンなどが付いており、地元の人を中心に親しまれている。現在の『月刊ふみたん』になる前は『BUN EN DO LIFE』という隔月刊フリーペーパーで、奇数月（1月、3月、5月、7月、9月、11月）に発刊されていた。
藤子・F・不二雄と藤子不二雄Aの2人が通いつめていた書店として『まんが道』に登場する。

## 沿革
- 1946年（昭和21年） - 富山市の東亜薬品が、戦災に遭った富山が復興するまでの繋ぎとして、高岡市末広町において、高岡書店を開業（後の駅前店）、当時は本の他に医薬品も取り扱っていた[3]。（翌年「文苑堂」に改称。）[5]。
- 1954年（昭和29年） - 先の文苑堂が復興なった富山市へ撤退したことに伴い、末広町の吉岡永一郎が店名を変えず店舗を引き継ぐ[3]。
- 1955年（昭和30年）2月1日[3] - 株式会社高岡文苑堂書店（たかおかぶんえんどうしょてん）を設立。本社を高岡市末広町に置く。
- 1961年（昭和36年）8月 - 会社名を株式会社文苑堂書店に改称。
- 2004年（平成16年）4月 - 『BUN EN DO LIFE』発刊開始。
- 2006年（平成18年）3月 - 高岡市福田に福田本店を開業（登記上の本店。）。
- 2007年（平成19年）4月 - フリーペーパー『BUN EN DO LIFE』が『月刊ふみたん』になり、同時に月刊化。
- 2012年（平成24年）12月 - 清水町店が24時間営業を開始した。
- 2018年（平成30年）11月19日 - 本社を高岡市駅南に移転[4][6]。本社と本店を統合。
- 2019年（令和元年）5月26日 - 駅前店を閉店[5]。

## 店舗
何れも2019年時点。現在の店舗は公式サイトを参照。
書店以外の店舗数、店舗状況の出典→
書店
文苑堂書店が運営する書店。2024年6月時点、富山県内に7店舗を展開している。中でも本社が移転する前まで登記上の本店であった福田本店は文苑堂書店の主力店舗に位置付けられている。
文苑堂TSUTAYA
文苑堂書店とTSUTAYAの複合店で現在の主力店舗。富山県内に6店舗を展開している。かつては石川県にも展開していた。文苑堂書店のサービスに加えて、CD・DVDなどを借りることが出来る。
B&B house
雑貨店。現在、富山県に5店舗、石川県に1店舗を展開している。高岡店は「B&B STYLE」、小杉店は「B&B bonheur」、藤の木店は「B&B petit」という独自の店名がある。
その他の事業
玩具店の「おもちゃのバンビ」、古本買取・販売の「ブックマーケット」、ゴルフ用品買取・販売の「ゴルフパートナー」を展開。「おもちゃのバンビ」は1970年に高岡駅の地下街にオープンしたのが始まりで、玩具を中心にゲームソフトなども扱う。現在、「おもちゃのバンビ」は富山県に1店舗、ブックマーケットは富山・石川両県に5店舗、ゴルフパートナーは富山県に2店舗を展開している。

## 金澤文苑堂
株式会社金澤文苑堂は石川県金沢市に本社を置く日本の書店。本社を金澤文苑堂と共有する株式会社文苑堂書店石川があり、同社はカルチュア・コンビニエンス・クラブ株式会社及び株式会社蔦屋書店の持分法適用会社である。
金澤文苑堂は株式会社文苑堂書店の分社として設立されたが、2020年12月11日現在、文苑堂書店は金澤文苑堂及び文苑堂書店石川とは資本を含む関係はない。
金澤文苑堂は魚問屋の株式会社インサイトを母体とするアンビシャスホールディングス（富山県高岡市）のグループ会社である。

### 沿革
- 2007年（平成19年）7月 - 株式会社文苑堂書店の分社として株式会社金澤文苑堂を設立。
- 2019年（令和元年）9月 - 分社時の社長が辞任[14]。
- 2020年（令和2年）
  - 6月21日 - 金澤文苑堂示野本店を閉店[15]。
  - 6月30日 - 金澤文苑堂TSUTAYA金沢有松店を閉店[16]。
  - 7月3日 - 金澤文苑堂TSUTAYA金沢店がリニューアルオープン[17]。
  - 7月12日 - 金澤文苑堂TSUTAYA入江店を閉店[18]。
  - 8月7日 - 金澤文苑堂TSUTAYA大桑店が開業[19]。
  - 10月31日 - TSTUAYA 名古屋栄店を閉店[20]。
- 2024年（令和6年）9月30日 - 金澤文苑堂TSUTAYA鳴和店が建物の賃貸契約の満了に合わせて閉店[21]。

### 店舗
石川県金沢市に2店舗、羽咋市に1店舗を展開している。